# Pseudafroneta incerta
Pseudafroneta incerta är en spindelart som först beskrevs av Bryant 1935.  Pseudafroneta incerta ingår i släktet Pseudafroneta och familjen täckvävarspindlar. Inga underarter finns listade i Catalogue of Life.